# Parameterform
Die Parameterform oder Punktrichtungsform ist in der Mathematik eine spezielle Form einer Geradengleichung oder Ebenengleichung. In der Parameterform wird eine Gerade durch einen Ortsvektor (Stützvektor genannt) und einen Richtungsvektor dargestellt. Jeder Punkt der Geraden wird dann in Abhängigkeit von einem Parameter beschrieben, der angibt, wie viele Richtungsvektoren der Punkt vom Stützvektor entfernt ist. Eine Ebene wird durch einen Stützvektor und zwei Richtungsvektoren dargestellt. Jeder Punkt der Ebene wird dann in Abhängigkeit von zwei Parametern beschrieben. Bei der Parameterform handelt es sich um eine spezielle Parameterdarstellung.

## Parameterform einer Geradengleichung

Parameterdarstellung einer Gerade

### Darstellung
In der Parameterform wird eine Gerade in der Ebene durch einen Stützvektor {\displaystyle {\vec {p}}} und einen Richtungsvektor {\displaystyle {\vec {u}}\neq {\vec {0}}} beschrieben. Eine Gerade besteht dann aus denjenigen Punkten in der Ebene, deren Ortsvektoren {\displaystyle {\vec {x}}} die Gleichung
{\displaystyle {\vec {x}}={\vec {p}}+s{\vec {u}}}   mit   {\displaystyle s\in \mathbb {R} }
erfüllen. Der Stützvektor ist dabei der Ortsvektor eines beliebigen Punkts auf der Geraden, der auch als Aufpunkt bezeichnet wird. Der Richtungsvektor ist der Differenzvektor (Verbindungsvektor) zu einem beliebigen weiteren Punkt der Geraden. In der Parameterform werden die Punkte der Geraden in Abhängigkeit von dem Parameter {\displaystyle s} dargestellt. Jedem Wert von {\displaystyle s} entspricht genau ein Punkt der Geraden. Durchläuft der Parameter die reellen Zahlen, so erhält man alle Punkte der Geraden. Ist {\displaystyle {\vec {u}}} ein Einheitsvektor, dann gibt {\displaystyle |s|} den Abstand eines Punkts auf der Geraden vom Aufpunkt an.
Durch jede Gleichung der Form  {\displaystyle {\vec {x}}={\vec {p}}+s{\vec {u}}}  ist genau eine Gerade festgelegt. Umgekehrt gibt es jedoch zu jeder Geraden {\displaystyle g} unendlich viele Parameterdarstellungen, da zum einen jeder Ortsvektor eines Geradenpunkts von {\displaystyle g} als Stützvektor gewählt werden kann und zum anderen für jeden Richtungsvektor {\displaystyle {\vec {u}}} auch {\displaystyle k{\vec {u}}\ (k\neq 0)} ein Richtungsvektor ist.
Legt man ein ebenes rechtwinkliges Koordinatensystem zugrunde und stellt die Vektoren mithilfe ihrer Komponenten dar, so liest sich die Geradengleichung als 
{\displaystyle {\begin{pmatrix}x_{1}\\x_{2}\end{pmatrix}}={\begin{pmatrix}p_{1}\\p_{2}\end{pmatrix}}+s{\begin{pmatrix}u_{1}\\u_{2}\end{pmatrix}}={\begin{pmatrix}p_{1}+su_{1}\\p_{2}+su_{2}\end{pmatrix}}}   mit   {\displaystyle s\in \mathbb {R} }.

### Beispiel
Im Bild oben ist der Stützvektor {\displaystyle {\vec {p}}={\begin{pmatrix}2\\2\end{pmatrix}}} und der Richtungsvektor {\displaystyle {\vec {u}}={\begin{pmatrix}2\\-1\end{pmatrix}}}, man erhält als Geradengleichung
{\displaystyle {\begin{pmatrix}x_{1}\\x_{2}\end{pmatrix}}={\begin{pmatrix}2\\2\end{pmatrix}}+s{\begin{pmatrix}2\\-1\end{pmatrix}}={\begin{pmatrix}2+2s\\2-s\end{pmatrix}}}.
Jede Wahl von {\displaystyle s} ergibt dann einen Geradenpunkt, zum Beispiel liefert {\displaystyle s=0} den Geradenpunkt {\displaystyle {\begin{pmatrix}2\\2\end{pmatrix}}} und {\displaystyle s=1} den Geradenpunkt {\displaystyle {\begin{pmatrix}4\\1\end{pmatrix}}}.

### Berechnung

#### Aus der Zweipunkteform
Aus der Zweipunkteform einer Geradengleichung lässt sich ein Richtungsvektor der Geraden als Differenzvektor zwischen den Ortsvektoren {\displaystyle {\vec {p}}} und {\displaystyle {\vec {q}}} der beiden Punkte erhalten, das heißt
{\displaystyle {\vec {u}}={\vec {q}}-{\vec {p}}}.
Als Stützvektor {\displaystyle {\vec {p}}} kann der Ortsvektor eines der Punkte verwendet werden.

#### Aus der Normalenform
Aus der Normalenform einer Geradengleichung kann ein Richtungsvektor der Geraden bestimmt werden, indem die beiden Komponenten des Normalenvektors {\displaystyle {\vec {n}}} der Geraden vertauscht werden und bei einer der beiden Komponenten das Vorzeichen geändert wird, das heißt
{\displaystyle {\vec {u}}={\begin{pmatrix}-n_{2}\\n_{1}\end{pmatrix}}}.
Der Stützvektor {\displaystyle {\vec {p}}} kann aus der Normalenform übernommen werden.

#### Aus der Normalform
Aus der Normalform {\displaystyle y=mx+n} kann mit {\displaystyle {\vec {u}}=(1,m)^{T}}ein Richtungsvektor gewählt werden. Aber auch jeder Vektor {\displaystyle (r,rm)^{T}}mit {\displaystyle r\neq 0} ist ein Richtungsvektor. Als Stützvektor bietet sich {\displaystyle {\vec {p}}=(0,n)^{T}}an.

#### Aus der allgemeinen Koordinatenform
Aus der allgemeinen Koordinatenform {\displaystyle ax+by=c} lässt sich ein Normalenvektor der Gerade direkt als {\displaystyle {\vec {n}}=(a,b)^{T}} ablesen und damit ein Richtungsvektor der Gerade analog zur Normalenform über
{\displaystyle {\vec {u}}={\begin{pmatrix}-b\\a\end{pmatrix}}}
ermitteln. Einen Stützvektor der Gerade erhält man, je nachdem ob {\displaystyle a} oder {\displaystyle b} ungleich null ist, durch Wahl von
{\displaystyle {\vec {p}}={\begin{pmatrix}c/a\\0\end{pmatrix}}}   oder   {\displaystyle {\vec {p}}={\begin{pmatrix}0\\c/b\end{pmatrix}}}.
Analog lassen sich auf diese Weise auch aus der Achsenabschnittsform und der hesseschen Normalform ein Stützvektor und ein Richtungsvektor berechnen.

### Verallgemeinerung
Allgemein lassen sich durch die Parameterform nicht nur Geraden in der Ebene, sondern auch Geraden im drei- oder höherdimensionalen Raum beschreiben. Im {\displaystyle n}-dimensionalen euklidischen Raum besteht eine Gerade entsprechend aus denjenigen Punkten, deren Ortsvektoren {\displaystyle {\vec {x}}} die Gleichung
{\displaystyle {\vec {x}}={\vec {p}}+s{\vec {u}}}   mit   {\displaystyle s\in \mathbb {R} }
erfüllen. Es wird dabei lediglich mit {\displaystyle n}-komponentigen statt zweikomponentigen Vektoren gerechnet.

## Parameterform einer Ebenengleichung

Parameterdarstellung einer Ebene

### Darstellung
In der Parameterform wird eine Ebene im dreidimensionalen Raum durch einen Stützvektor {\displaystyle {\vec {p}}} und zwei Richtungsvektoren {\displaystyle {\vec {u}}\neq {\vec {0}}} und {\displaystyle {\vec {v}}\neq {\vec {0}}} beschrieben. Eine Ebene besteht dann aus denjenigen Punkten im Raum, deren Ortsvektoren {\displaystyle {\vec {x}}} die Gleichung
{\displaystyle {\vec {x}}={\vec {p}}+s{\vec {u}}+t{\vec {v}}}   mit   {\displaystyle s,t\in \mathbb {R} }
erfüllen. Der Stützvektor ist dabei der Ortsvektor eines beliebigen Punkts in der Ebene, der wiederum als Aufpunkt bezeichnet wird. Die beiden Richtungsvektoren, hier auch Spannvektoren genannt, müssen in der Ebene liegen und ungleich dem Nullvektor sein. Sie dürfen auch nicht kollinear sein, das heißt {\displaystyle {\vec {u}}} darf sich nicht als Vielfaches von {\displaystyle {\vec {v}}} schreiben lassen und umgekehrt. In der Parameterform werden die Punkte der Ebene in Abhängigkeit von den zwei Parametern {\displaystyle s} und {\displaystyle t} dargestellt. Jedem Wertepaar dieser Parameter entspricht dann genau ein Punkt der Ebene. Die Richtungsvektoren spannen somit ein affines Koordinatensystem auf, wobei {\displaystyle (s,t)} die affinen Koordinaten eines Punkts der Ebene sind.

### Beispiel
Ausgeschrieben lautet die Parameterform einer Ebenengleichung
{\displaystyle {\begin{pmatrix}x_{1}\\x_{2}\\x_{3}\end{pmatrix}}={\begin{pmatrix}p_{1}\\p_{2}\\p_{3}\end{pmatrix}}+s{\begin{pmatrix}u_{1}\\u_{2}\\u_{3}\end{pmatrix}}+t{\begin{pmatrix}v_{1}\\v_{2}\\v_{3}\end{pmatrix}}={\begin{pmatrix}p_{1}+su_{1}+tv_{1}\\p_{2}+su_{2}+tv_{2}\\p_{3}+su_{3}+tv_{3}\end{pmatrix}}}
mit {\displaystyle s,t\in \mathbb {R} }. Ist beispielsweise der Stützvektor {\displaystyle {\vec {p}}=(3,2,1)^{T}} und sind die Richtungsvektoren {\displaystyle {\vec {u}}=(2,-1,0)^{T}} und {\displaystyle {\vec {v}}=(-1,0,2)^{T}}, so erhält man als Ebenengleichung
{\displaystyle {\begin{pmatrix}x_{1}\\x_{2}\\x_{3}\end{pmatrix}}={\begin{pmatrix}3\\2\\1\end{pmatrix}}+s{\begin{pmatrix}2\\-1\\0\end{pmatrix}}+t{\begin{pmatrix}-1\\0\\2\end{pmatrix}}={\begin{pmatrix}3+2s-t\\2-s\\1+2t\end{pmatrix}}}.
Jede Wahl von {\displaystyle (s,t)}, beispielsweise {\displaystyle (0,0)} oder {\displaystyle (1,2)}, ergibt dann einen Ebenenpunkt.

### Berechnung

#### Aus der Dreipunkteform
Aus der Dreipunkteform einer Ebenengleichung lassen sich zwei Richtungsvektoren der Ebene als Differenzvektoren zwischen den Ortsvektoren {\displaystyle {\vec {p}}}, {\displaystyle {\vec {q}}} und {\displaystyle {\vec {r}}} jeweils zweier Punkte erhalten, also
{\displaystyle {\vec {u}}={\vec {q}}-{\vec {p}}}   und   {\displaystyle {\vec {v}}={\vec {r}}-{\vec {p}}}.
Als Stützvektor {\displaystyle {\vec {p}}} kann der Ortsvektor eines der Punkte verwendet werden.

#### Aus der Normalenform
Aus der Normalenform einer Ebenengleichung können aus dem Normalenvektor {\displaystyle {\vec {n}}} zwei Richtungsvektoren der Ebene durch Setzen von
{\displaystyle {\vec {u}}={\begin{pmatrix}-n_{2}\\n_{1}\\0\end{pmatrix}}}   und   {\displaystyle {\vec {v}}={\begin{pmatrix}0\\-n_{3}\\n_{2}\end{pmatrix}}}
bestimmt werden. Sollte einer dieser beiden Vektoren gleich dem Nullvektor sein, kann stattdessen der Vektor {\displaystyle (-n_{3},0,n_{1})^{T}} gewählt werden. Der Stützvektor {\displaystyle {\vec {p}}} kann aus der Normalenform übernommen werden.

#### Aus der allgemeinen Koordinatenform
Aus der allgemeinen Koordinatenform einer Ebenengleichung mit den Parametern {\displaystyle a,b,c} und {\displaystyle d} lässt sich ein Normalenvektor der Ebene als {\displaystyle {\vec {n}}=(a,b,c)^{T}} ablesen und damit zwei Richtungsvektoren der Ebene über
{\displaystyle {\vec {u}}={\begin{pmatrix}-b\\a\\0\end{pmatrix}}}   und   {\displaystyle {\vec {v}}={\begin{pmatrix}0\\-c\\b\end{pmatrix}}}
ermitteln. Sollte einer dieser beiden Vektoren gleich dem Nullvektor sein, kann stattdessen der Vektor {\displaystyle (-c,0,a)^{T}} gewählt werden.  Einen Stützvektor erhält man, je nachdem, welche der Zahlen {\displaystyle a,b,c} ungleich null ist, durch Wahl von
{\displaystyle {\vec {p}}={\begin{pmatrix}d/a\\0\\0\end{pmatrix}},~{\vec {p}}={\begin{pmatrix}0\\d/b\\0\end{pmatrix}}}   oder   {\displaystyle {\vec {p}}={\begin{pmatrix}0\\0\\d/c\end{pmatrix}}}.
Analog lassen sich auf diese Weise auch aus der Achsenabschnittsform und der hesseschen Normalform ein Stützvektor und ein beziehungsweise zwei Richtungsvektoren berechnen.

### Verallgemeinerung
Allgemein lassen sich durch die Parameterform nicht nur Ebenen im dreidimensionalen Raum, sondern auch in höherdimensionalen Räumen beschreiben. Im {\displaystyle n}-dimensionalen euklidischen Raum besteht eine Ebene entsprechend aus denjenigen Punkten, deren Ortsvektoren {\displaystyle {\vec {x}}} die Gleichung
{\displaystyle {\vec {x}}={\vec {p}}+s{\vec {u}}+t{\vec {v}}}   mit   {\displaystyle s,t\in \mathbb {R} }
erfüllen. Es wird dabei lediglich mit {\displaystyle n}-komponentigen statt dreikomponentigen Vektoren gerechnet.